# Kamau Brathwaite
Edward Kamau Brathwaite, nato Lawson Edward Brathwaite (Bridgetown, 11 maggio 1930 – 4 febbraio 2020), è stato un poeta barbadiano.

## Biografia
Nato a Bridgetown nel 1930, visse tra New York e Barbados.
Ha compiuto gli studi all'Harrison College a Barbados, quindi al Pembroke College di Cambridge ed infine si è laureato in filosofia all'Università del Sussex nel 1968.
Dal 1955 al 1962 è stato ufficiale nel Ministero dell'Educazione del Ghana, in seguito ha insegnato all'University of the West Indies a Kingston, in Giamaica, e dal 1994 è stato professore all'Università di New York.
Fondatore del Caribbean Arts Movement (CAM) nel 1966, ha pubblicato, a partire dal 1951, numerose raccolte poetiche ispirate alla tradizione africana orale ed alcuni saggi storici sulle radici del popolo caraibico.
Considerato una delle principali voci della letteratura caraibica, ha ricevuto numerosi premi letterari nazionali ed internazionali tra i quali il Neustadt International Prize for Literature nel 1994.

## Opere tradotte in italiano

### Saggi
- Missile e capsula: due paradigmi della cultura dei Caraibi, in Pensiero caraibico: Kamau Brathwaite, Alejo Carpentier, Édouard Glissant, Derek Walcott di Andrea Gazzoni, Roma, Ensemble, 2014 ISBN 978-88-6881-148-8.
- Il XX secolo: dal 1914 ad oggi (curatore), Novara, De Agostini, 2003 ISBN 8439594925.

### Poesia
- Diritti di passaggio (Rights of Passage, 1967), Roma, Ensemble, 2014, traduzione di Andrea Gazzoni ISBN 978-88-6881-028-3.
- Speciale Kamau Brathwaite a cura di Andrea Gazzoni, con una scelta di poesie edite e inedite , in «La Rivista dell’Arte», 2, 2013, pp. 168-212. Online.

## Premi e riconoscimenti
- 1970: Cholmondeley Award
- 1983: Guggenheim Fellowship
- 1983: Fulbright Fellowship
- 1987: Ordine di Barbados
- 1994: Neustadt International Prize for Literature
- 2006: Griffin Poetry Prize nella sezione "Internazionale" per Born to Slow Horses
- 2010: W. E. B. Du Bois Award
- 2011: Premio Casa de las Américas
- 2015: Medaglia Robert Frost